# Gustavo Tempone
Gustavo Ernesto Tempone Monterola, né à Mar del Plata en Argentine le 14 avril 1971, est un footballeur argentin naturalisé péruvien. Il jouait au poste de milieu de terrain.

## Carrière

### En club
Gustavo Tempone a joué pour les principaux clubs péruviens tant à Lima (Universitario de Deportes, Alianza Lima, Sporting Cristal, Deportivo Municipal) qu'en province (Sport Boys, Cienciano del Cusco, FBC Melgar). Il n'a été champion du Pérou qu'une seule fois avec l'Universitario de Deportes en 1993.
Au niveau international, il a l'occasion de disputer trois éditions de la Copa Libertadores en 1993, 1998 et 2001 avec l'Universitario, le Sporting Cristal et le Sport Boys, respectivement (11 matchs en tout pour deux buts inscrits).
Outre le Pérou, il a joué pour quatre clubs dans son pays natal (San Lorenzo de Almagro, San Martín de Tucumán, Godoy Cruz et CA Aldosivi), ainsi qu'au Bnei Yehoudah en Israël et au Deportivo Pereira en Colombie.

### En équipe nationale
Naturalisé péruvien, Gustavo Tempone est international péruvien de 2000 à 2001. Il dispute cinq matchs en équipe du Pérou et participe notamment à la Copa América 2001 en Colombie.

## Palmarès
Universitario de Deportes
- Championnat du Pérou (1) :
  - Champion : 1993.